# Ctenoplectrina ugandica
Ctenoplectrina ugandica là một loài Hymenoptera trong họ Apidae. Loài này được Cockerell mô tả khoa học năm 1944.